# Mohrenstraße (Radebeul)

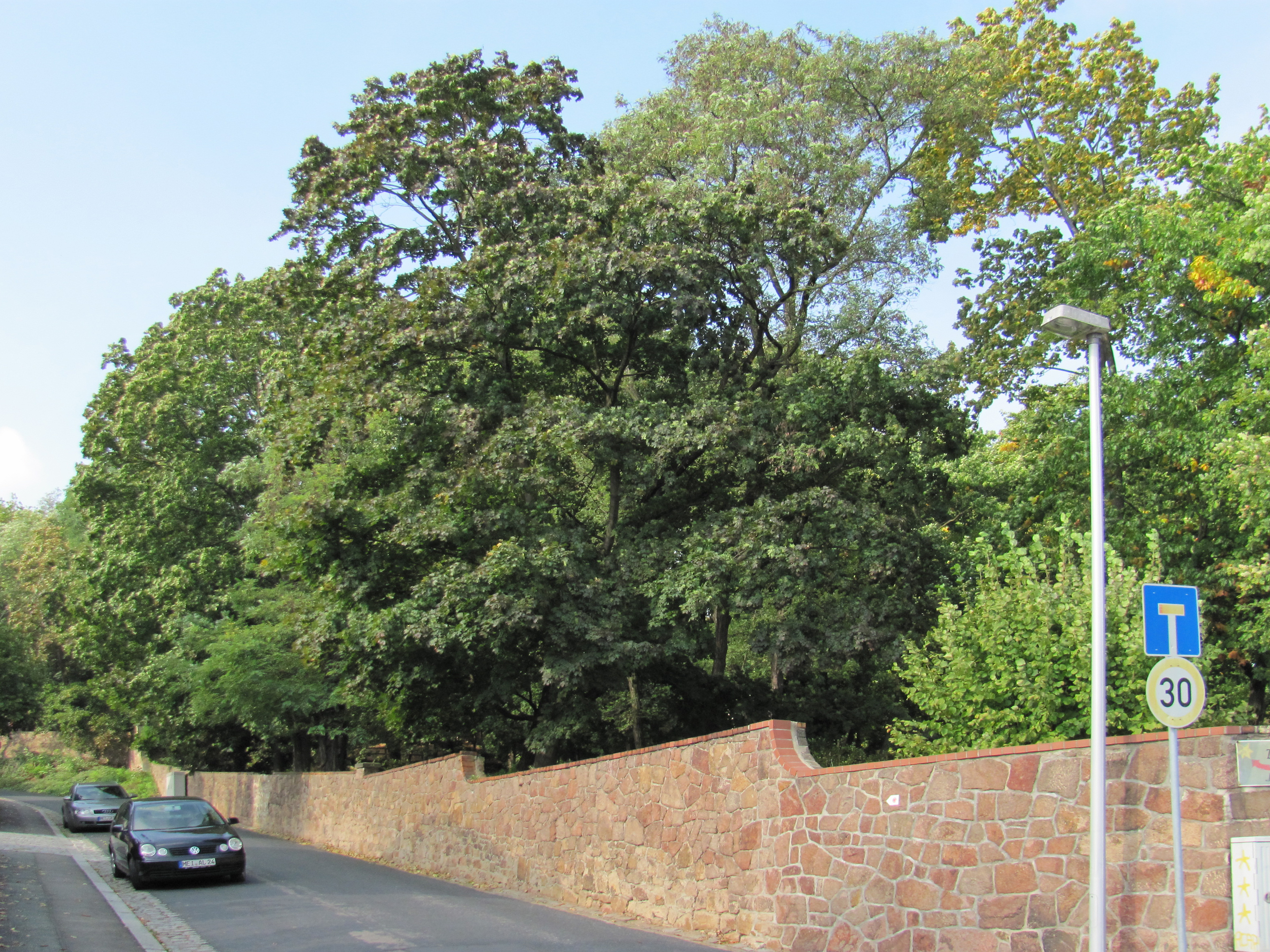
Mohrenhaus-Waldpark entlang der nach Westen ansteigenden Mohrenstraße

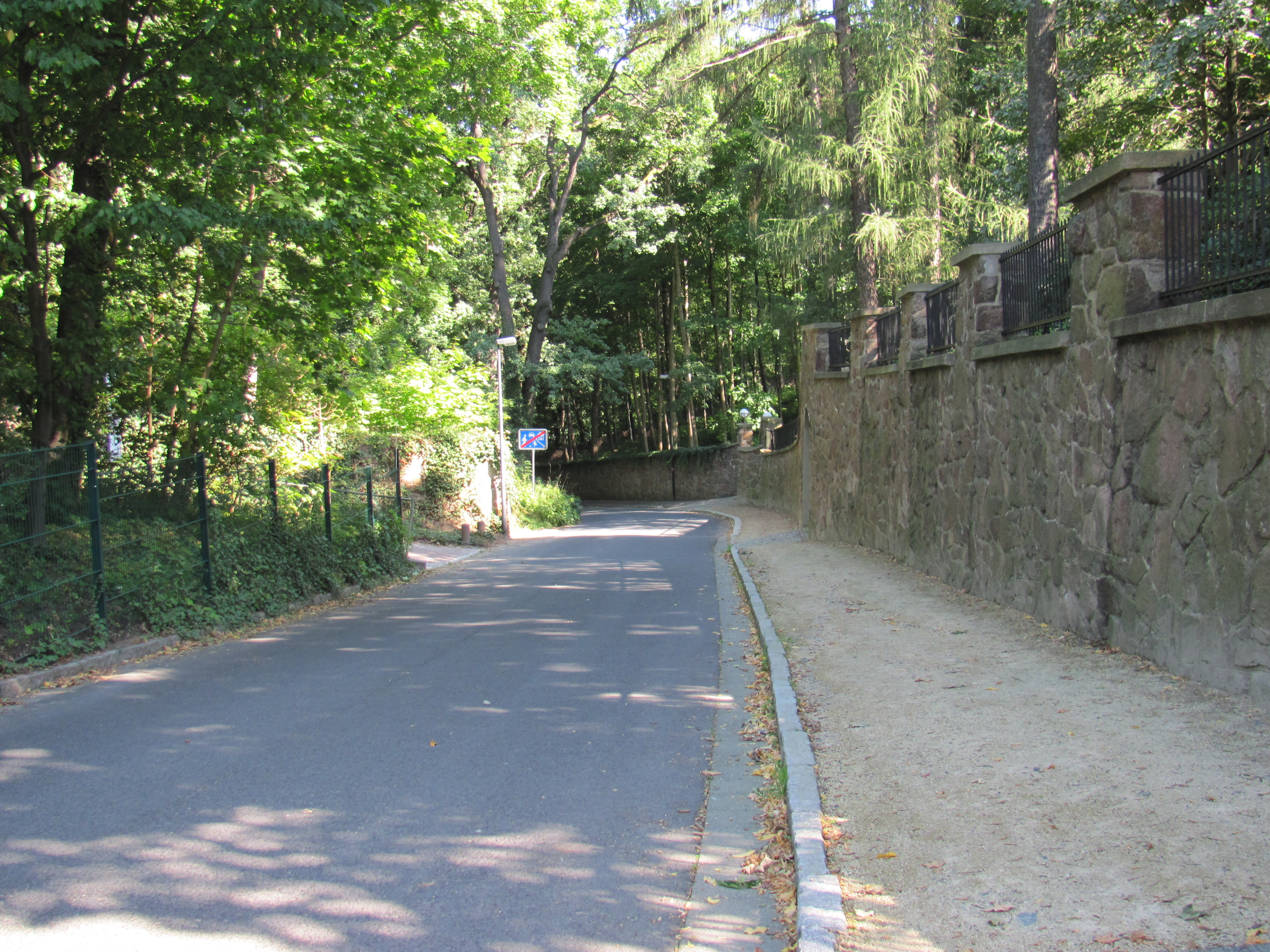
Mohrenstraße am oberen Ende, Blick bergab; links der Drahtzaun gehört bis zur Einfahrt zu Naundorf. Rechts die Stützmauer des Anwesens mit dem Mätressenschlösschen

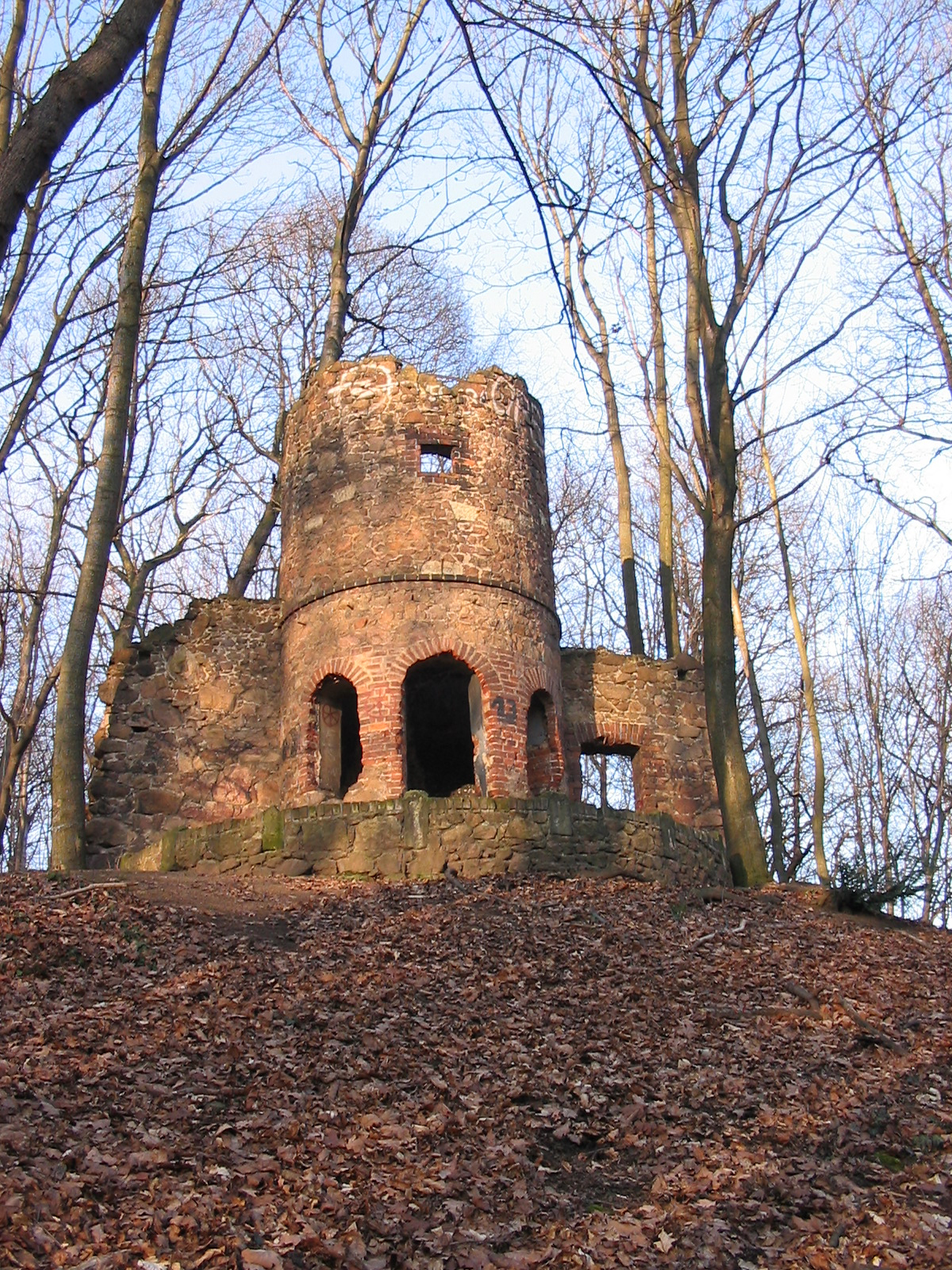
Künstliche Ruine Mohrenhaus, von der Mohrenstraße aus

Die Mohrenstraße ist eine etwa 330 Meter lange Innerortsstraße der sächsischen Stadt Radebeul, gelegen in den Stadtteilen Niederlößnitz und Naundorf.

## Ortslage und Bebauung
Die Straße beginnt an der Moritzburger Straße auf etwa 147 m ü. NHN Höhe und folgt der Schlucht zwischen den Ebenbergen im Norden mit 200 m und der Hügelspitze mit dem Mätressenschlösschen im Süden mit 182 m. Dort am Übergang zur Straße Auf den Ebenbergen liegt die Mohrenstraße auf etwa 177 m ü. NHN Höhe. Die Sternwarte am Ende des Straßenzugs liegt auf 190 m ü. NHN. Der Straßenzug liegt inmitten des Landschaftsschutzgebiets Lößnitz sowie des Denkmalschutzgebiets Historische Weinberglandschaft Radebeul.
Die Benummerung der Hausadressen startet ebenfalls an der Platzaufweitung an der Moritzburger Straße auf der Südseite, gleich nachdem die Straße Altfriedstein dort nach Süden abgezweigt ist. Sie laufen bis zur Nr. 10 auf der Südseite auf Niederlößnitzer Grund, dann überspringen die Nrn. 14 und 16 die Straßenseite, womit sie auf Naundorfer Grund liegen. Dann geht die Mohrenstraße unmittelbar in die Straße Auf den Ebenbergen über, an der das kleine Wohngebiet auf den Ebenbergen liegt sowie die Volkssternwarte Adolph Diesterweg.
Einige Kulturdenkmale liegen entlang der Straße und sind daher in der Liste der Kulturdenkmale in Radebeul-Niederlößnitz (M–Z) und Liste der Kulturdenkmale in Radebeul-Naundorf aufgeführt, einige auch mit Adressen von Querstraßen:
- Niederlößnitz: Mohrenhaus (Moritzburger Straße 51), Meyerburg (Nr. 5),[1] Mätressenschlösschen (Nr. 10)[2]
- Naundorf: Villa Columbia (Nr. 14), Grabmal Kleinecke (auf dem Grundstück Nr. 16)

Der große Park zum Mohrenhaus, heute zum Wald aufgelaufen, gilt als denkmalpflegerische Nebenanlage. Darin steht, hoch über der den abschüssigen Grund abfangenden Stützmauer, eine künstliche Ruine, von der Mohrenstraße aus zu sehen. Noch höher, am westlichen Rand des denkmalgeschützten Waldparks auf der Kuppe, stand der Aussichtsturm, der auf alten Postkarten dokumentiert ist.
Das Areal südlich der Straße, das erst einmal hoch aufsteigt zur sogenannten Meyerburg auf der Spitze und dann stark nach Süden stark abfällt, und zur Moritzburger Straße hin, gehört zur Villenkolonie Altfriedstein, die die nach der Reblauskatastrophe in der Lößnitz aufgelassenen Flächen des bedeutenden Weinbergsbesitzes Altfriedstein entwickelte. Das dann weiter westlich liegende Areal mit dem Mätressenschlösschen als Höhepunkt gehört zum historischen Weinbergsanwesen Neufriedstein.
Als Weinbergshaus Friedstein wurde das 1771 errichtete Mätressenschlösschen in Dehios Schnellinventar von 1905 als Kunstdenkmal aufgeführt, in der umfangreicheren Denkmalinventarisation von Gurlitt 1904 erschien es als Weinberggrundstück Friedstein; Auf den Bergen, was als Ortsangabe zu sehen ist aus der Zeit vor der amtlichen Straßennamensvergabe. Darüber hinaus war im Gurlitt auch das Mohrenhaus aufgeführt.
In der Verlängerung der auf die Hangkante führenden Mohrenstraße durch die Straße Auf den Ebenbergen liegt die Volkssternwarte Adolph Diesterweg.

## Benennung

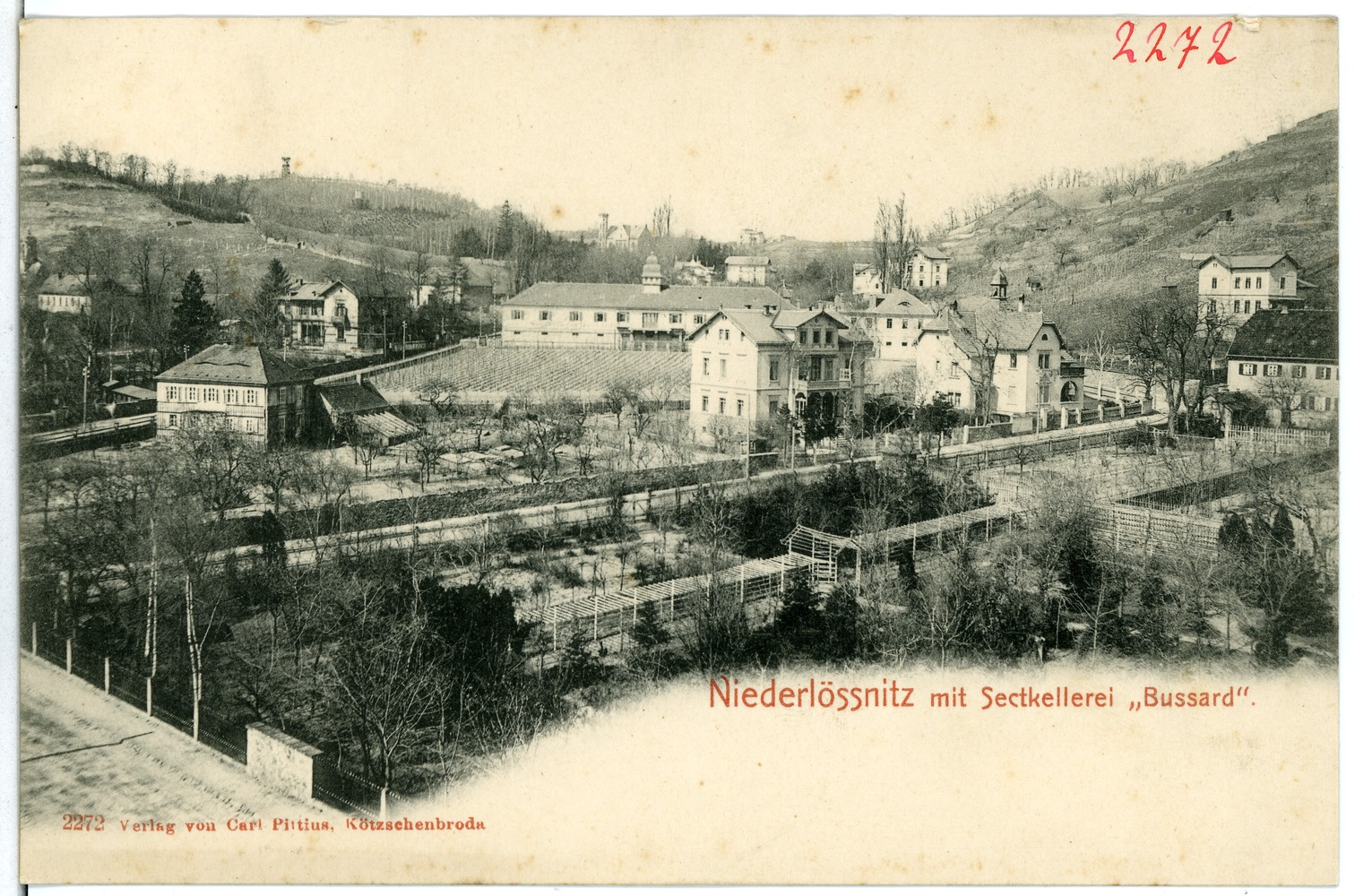
Sektkellerei Bussard, Postkarte von 1902. Links über dem Dachreiter steht das Mohrenhaus, davor geht die Mohrenstraße nach links ins Gelände.

Bereits im 17. Jahrhundert hießen die Hügel dort Mohrenköpfe, wohl nach ihrer Form und der Bebuschung obenauf.
Um 1715 wurde der Weg als eine wüste Gasse beschrieben, im 19. Jahrhundert als Hohlweg. 1893 gab es bei Moritz Lilie den Namen Ebengäßchen, da die Gasse auf die Ebenberge führte.
1915 wurde der amtliche Name Mohrenstraße gewidmet, nach dem auf der Nordseite liegenden Anwesen Mohrenhaus, das zu jener Zeit von dem Landtagsabgeordneten Alwin Bauer bewohnt wurde.
Am 17. März 2021 entschied der Stadtrat nach längerer lokaler Debatte nicht darüber, die Straße umzubenennen, wie das Politiker von SPD, Linken und Grünen sowie eine Radebeuler Schülerinitiative gefordert hatten. Diese hatte behauptet, dass der Name „nicht mehr zeitgemäß und rassistisch“ sei. Eine Online-Petition für eine Umbenennung fand 148 Unterstützer, wurde jedoch trotz Verlängerung wegen nicht Erreichung des Quorums nicht eingereicht. Eine gleichzeitige Online-Petition für die Beibehaltung unterschrieben jedoch 1133 Wahlberechtigte, worauf hin diese dem Oberbürgermeister und dem Stadtrat überreicht wurde. Unter dem bisherigen Namen wurde durch den Beschluss „vielmehr die bisher gut 300 Meter lange Straße verlängert“, da das Katasterstück der Straße auf Naundorfer Flur, an dem die Grundstücke Mohrenstraße 10–20 liegen, mit den weiteren Katasterstücken der Straße Auf den Ebenbergen verbunden waren, aus Sicht der seit 90 Jahren bestehenden Hausnummerierung jedoch mit dem Katasterstück der Mohrenstraße auf Niederlößnitzer Flur zu verbinden waren. Diese Fehleintragung wurde korrigiert.

## Anwohner

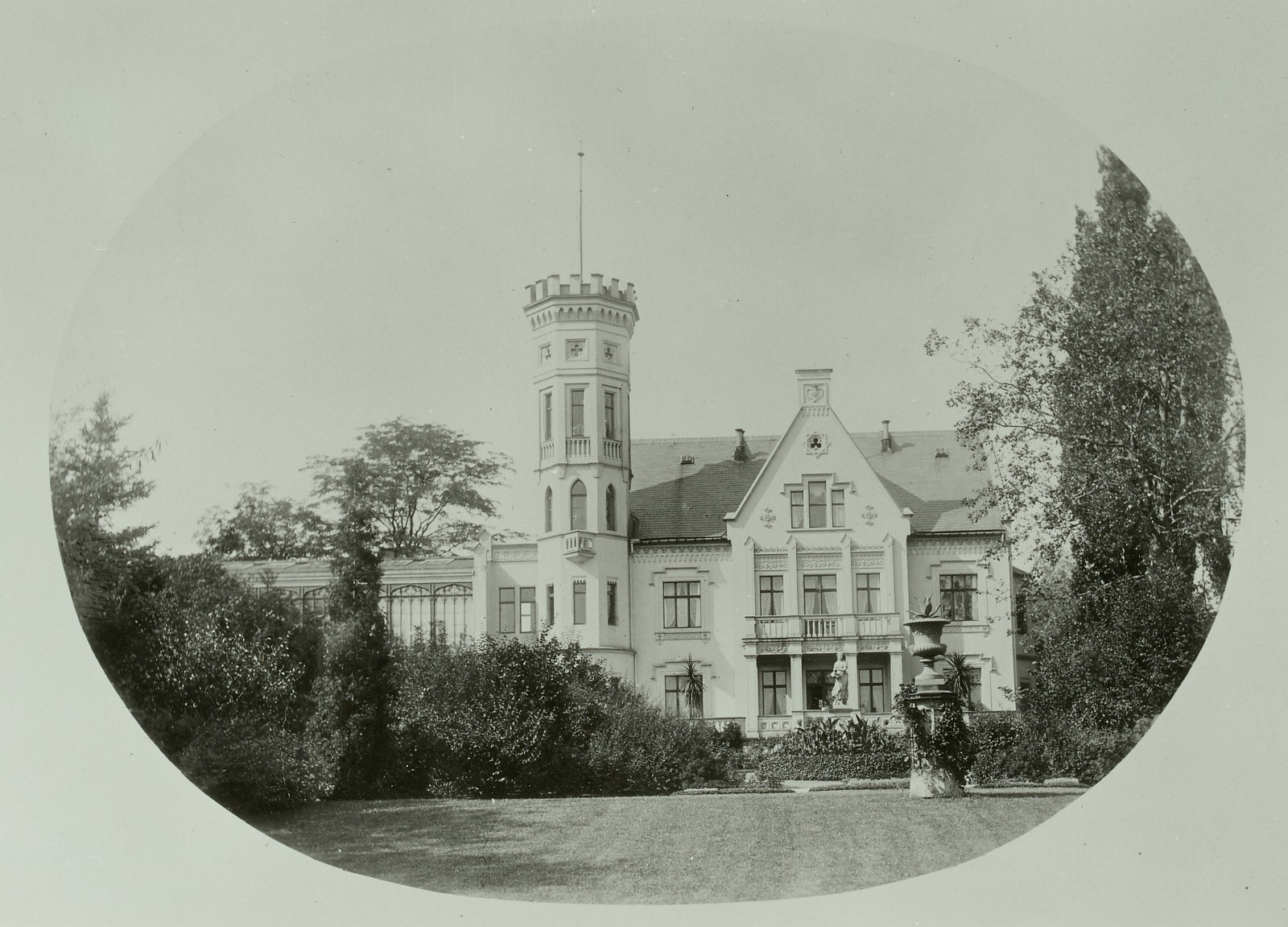
Mohrenhaus aus Richtung Mohrenstraße. Foto von Ermenegildo Antonio Donadini, um 1900

Der Bildhauer Burkhart Ebe lebte und arbeitete in einem Haus (Nr. 16), das sich auf dem Anwesen seines Schwiegervaters befand (Villa Columbia, Nr. 14).
1836 gründeten die Weinbergsbesitzer Ludwig Pilgrim (vom Mohrenhaus nördlich), Georg Schwarz (von Altfriedstein südlich) und Franz Carl Sickmann (von Neufriedstein südwestlich) auf dem Nierenberg auf der Ostseite der Moritzburger Straße (Nr. 44) den Actienverein zur Fabrikation moussirender Weine, die zweitälteste Sektkellerei Deutschlands, später als Sektkellerei Bussard bekannt.
Weitere Anwohner der Straße finden sich in den Artikeln zum Mohrenhaus, zu Altfriedstein und Neufriedstein.